# Новоалександровка (Северо-Казахстанская область)
Новоалександровка (каз. Новоалександровка) — село в Кызылжарском районе Северо-Казахстанской области Казахстана. Входит в состав Новоникольского сельского округа. Код КАТО — 595055200.
В 2,5 км к востоку от села находится озеро Шалково.

## Население
В 1999 году население села составляло 341 человек (157 мужчин и 184 женщины). По данным переписи 2009 года, в селе проживало 265 человек (120 мужчин и 145 женщин).

## География
Расположено около озера Кыздыколь.